# VdB 14
vdB 14 è una piccola nebulosa a riflessione, visibile nella costellazione della Giraffa.
La nebulosa si individua nella parte più meridionale della costellazione e può essere osservata tramite telescopi amatoriali, grazie alla sua luminosità; si tratta di un banco di gas illuminato dalla brillante stella HD 21291, che essendo di magnitudine 4,29 è ben visibile anche ad occhio nudo. HD 21291 è una supergigante blu variabile Alfa Cygni, che ha anche il nome di variabile CS Camelopardalis; assieme alle stelle circostanti costituisce la parte centrale di un'associazione OB nota come Cam OB1, posta a una distanza di circa 2600 anni luce dal sistema solare, sul bordo esterno del Braccio di Orione. La nebulosa brilla di una luce blu intensa.
La scia della Via Lattea in questo tratto appare fortemente oscurata da grandi banchi di polvere interstellare situati entro poche centinaia di anni luce dal Sole; in queste regioni, come pure nel settore di Cam OB1, vi sono attivi dei fenomeni di formazione stellare testimoniati dalla presenza di numerose sorgenti infrarosse e stelle con forti emissioni nell'Hα.